# Charles Greenway, 3. Baron Greenway
Charles Paul Greenway, 3. Baron Greenway (* 31. Januar 1917; † 14. September 1975) war ein britischer Peer und Politiker.

## Leben und Karriere
Greenway wurde im Januar 1917 als Sohn von Charles Greenway, 2. Baron Greenway, und Eileen Brooking geboren. Üblicherweise benutzte er seinen mittleren Vornamen Paul.
Er besuchte das Winchester College und graduierte 1938 vom Trinity College mit einem Bachelor of Arts und 1942 mit einem Master of Arts.
Im Zweiten Weltkrieg leistete er seinen Militärdienst und diente zunächst bei den Buffs (Royal East Kent Regiment), wo er Second Lieutenant wurde. Während des Kriegs wurde er verwundet. Im Parachute Regiment wurde er Major. Im April 1963 erbte er den Titel des Baron Greenway nach dem Tod seines Vaters, sowie den damals damit verbundenen Sitz im House of Lords.
Am 22. Dezember 1939 heiratete er Cornelia Stephen (1918–2010). Zusammen hatten sie drei Söhne, darunter den Titelerben Ambrose Greenway.
Greenway starb im September 1975 im Alter von 58 Jahren.